# Punjab (Pakistan)
Punjab este cea mai populată provincie a Pakistanului. Se învecinează cu provinciile pakistaneze Sindh la Sud, Balucistan și Teritoriile Federale Tribale la Vest, Provincia de Nord-Vest, Azad Cașmir și Islamabad la Nord, cu statele indiene Jammu și Cașmir la Nord, Punjab (India) și Rajahstan la Est.
Limbile principale sînt punjaba și urdu (aceasta din urmă oficială).
Capitala este Lahore si cel mai mare oras .Al doilea oras ca marime fiind Faisalabad

## Demografie
Populația Punjabului pakistanez era de 86.084.000 locuitori în 2005, adică mai mult de jumătate din populația Pakistanului. 99% din locuitori sînt musulmani, majoritatea suniți, existînd și o minoritate șiită. Există și mici minorități hinduse, creștine și sikh.
Cel mai important grup etnic sînt punjabii, urmați de mujahiri (refugiați din India vorbitori de urdu).

## Istorie
Fosta provincie a Indiei Britanice Punjab a fost împărțită în 1947 între India și Pakistan, partea cu populație precumpănitor musulmană revenind Pakistanului.